# Антем (Аризона)
Антем (енгл. Anthem) насељено је место без административног статуса у америчкој савезној држави Аризона.

## Демографија
По попису из 2010. године број становника је 21.700.
| Група             | 2000.    | 2010.          |
| Белци             | 0 (0,0%) | 18.176 (83,8%) |
| Афроамериканци    | 0 (0,0%) | 410 (1,9%)     |
| Азијати           | 0 (0,0%) | 566 (2,6%)     |
| Хиспаноамериканци | 0 (0,0%) | 1.997 (9,2%)   |
| Укупно            | 0        | 21.700         |